# Encens tibétain

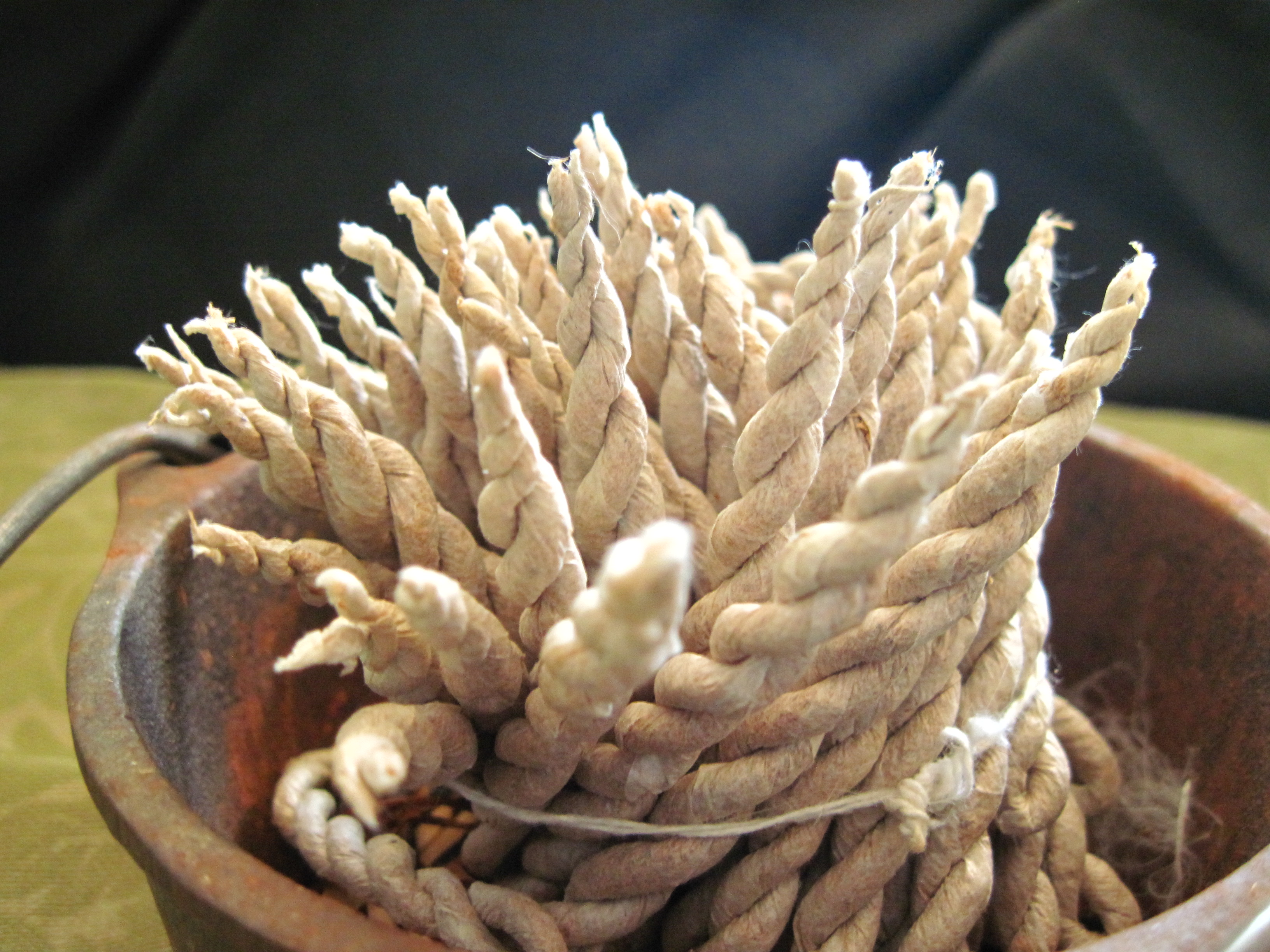

 (février 2025).
Motif : Aucune source secondaire de qualité en vue. Contenu essentiellement publicitaire douteux. On gagnerait sans doute à essayer de commencer par écrire un article Encens (fumigation) décent plutôt que s'éparpiller dans une multitude d'articles indigents
- Archive Wikiwix
- Bing
- Cairn
- DuckDuckGo
- E. Universalis
- Gallica
- Google
- G. Books
- G. News
- G. Scholar
- Persée
- Qwant
- (zh) Baidu
- (ru) Yandex
- (wd) trouver des œuvres sur Wikidata

| 1. | Préciser le motif de la pose du bandeau. | Précisez le motif de la pose du bandeau en utilisant la syntaxe suivante : {{admissibilité à vérifier\|date=mars 2025\|motif=remplacez ce texte par le motif}}                       |
| 2. | Informer les utilisateurs concernés.     | Pensez à avertir le créateur de l'article, par exemple, en insérant le code ci-dessous sur sa page de discussion : {{subst:avertissement admissibilité à vérifier\|Encens tibétain}} |

Pour les articles homonymes, voir Encens.
 (mai 2016).
Si vous disposez d'ouvrages ou d'articles de référence ou si vous connaissez des sites web de qualité traitant du thème abordé ici, merci de compléter l'article en donnant les références utiles à sa vérifiabilité et en les liant à la section « Notes et références ».
L'encens tibétain fabriqué suivant les textes anciens, au Tibet, dans le respect des traditions, est élaboré sous la direction et selon les recettes de moines et médecins reconnus de différentes écoles spirituelles, comme le Dr Lobsang Dolma Khangkar (1889-1935), considérée comme la mère de la médecine tibétaine.

## Usages
L'encens tibétain peut être utilisé pour la méditation et les offrandes rituelles, ou comme plante médicinale pour apaiser, relaxer, harmoniser, soulager les tensions et désordres énergétiques. Les tensions, stress et traumatismes sont analysés par la médecine tibétaine comme un déséquilibre des différents « vents » (ch"i en chinois, r'lung en tibétain, vata dans la tradition ayurvédique).

## Mode de fabrication
Des plantes et poudres de bois sont mélangées à de l'eau. La pâte obtenue est roulée à la main sous forme de bâtonnets. Les mélanges comportent souvent plusieurs dizaines de plantes. Certaines sont connues pour leurs propriétés sur le plan spirituel comme le santal blanc et rouge, le bois d'agar, d'autres sont typiquement tibétaines comme le lotus bleu de l'Himalaya, ou des plantes comme aquilaria, asofoetida, différentes espèces de fleurs (rhododendron chrysantemum), aiguilles de genévrier…